# Tytthoscincus textus
Tytthoscincus textus — вид сцинкоподібних ящірок родини сцинкових (Scincidae). Ендемік Індонезії.

## Поширення і екологія
Tytthoscincus textus мешкають на півночі Сулавесі. Вони живуть у вологих рівнинних тропічних лісах, серед опалого листя.

## Збереження
МСОП класифікує цей вид як вразливий. Tytthoscincus textus загрожує знищення природного середовища.